# Trachypteris drakeana
Trachypteris es un género monotípico  de helechos perteneciente a la familia Pteridaceae. Su única especie: Trachypteris drakeana, es originaria de Madagascar en la Provincia de Antsiranana y Provincia de Mahajanga.

## Taxonomía
Trachypteris drakeana fue descrita por (Jeanp.) C.Chr. y publicado en Notes Pteridologiques 16: 194. 1925.
Sinonimia
- Acrostichum drakeanum Jeanp.[2]